# کانادا در المپیک تابستانی ۱۹۶۴

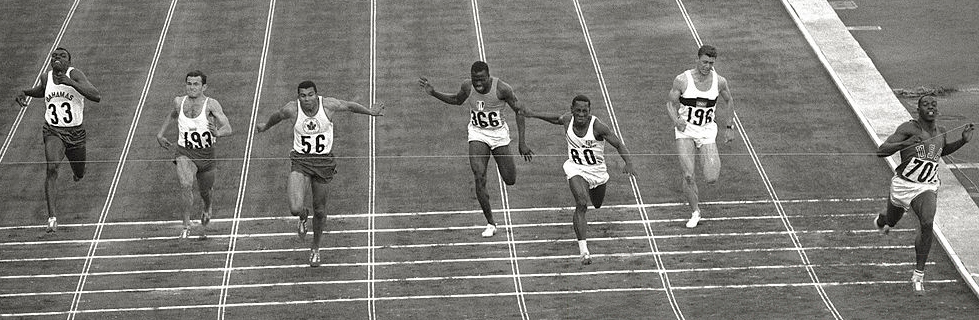
The American sprinter Robert Hayes winning the 100-metre dash in front of Enrique Figuerola and Henry Jerome at the Tokyo Olympics. Tokyo, October 1964

کانادا در بازی‌های المپیک تابستانی ۱۹۶۴ که در شهر توکیو برگزار شد، کاروان کانادا با ۱۱۵ ورزشکار در این رقابت‌ها شرکت کرد و موفق به کسب ۴ مدال (۱ طلا، ۲ نقره، ۱ برنز) شد. در جدول رتبه‌بندی توزیع مدال‌ها، کانادا در ردهٔ ۲۲ مسابقات قرار گرفت.